# Élections européennes de 2024 au Portugal
Pour un article plus général, voir Élections européennes de 2024.
Les élections européennes de 2024 au Portugal (en portugais : Eleições europeias de 2024) se tiennent le 9 juin 2024, afin d'élire les 21 députés européens représentants le Portugal durant la 10e législature du Parlement européen, pour un mandat de cinq ans.

## Campagne

### Principaux partis
| Parti | Parti                                 | Positionnement et idéologie                                | Tête de liste          | Parti européen    | Députés sortants | Députés sortants    |
| Parti | Parti                                 | Positionnement et idéologie                                | Tête de liste          | Parti européen    | Nombre           | Groupe politique    |
| ----- | ------------------------------------- | ---------------------------------------------------------- | ---------------------- | ----------------- | ---------------- | ------------------- |
|       | Parti socialiste (PS)                 | Centre gauche Social-démocratie                            | Marta Temido           | PSE               | 9 / 21           | S&D                 |
|       | Parti social-démocrate (PSD)          | Centre droit Libéral-conservatisme, démocratie chrétienne  | Paulo Rangel           | PPE               | 6 / 21           | PPE                 |
|       | Coalition démocratique unitaire (CDU) | Gauche radicale Communisme, écosocialisme                  | João Ferreira          | PEV : PVE PCP : - | 2 / 21           | GUE/NGL             |
|       | Bloc de gauche (BE)                   | Gauche radicale Socialisme démocratique, écosocialsme      | Catarina Martins       | PGE               | 2 / 21           | GUE/NGL             |
|       | CDS – Parti populaire (CDS-PP)        | Centre droit à droite Conservatisme, démocratie chrétienne | Nuno Melo              | PPE               | 1 / 21           | PPE                 |
|       | Personnes–Animaux–Nature (PAN)        | Centre gauche Animalisme, écologisme                       | Pedro Fidalgo Marques  | PVE               | 1 / 21           | Verts/ALE           |
|       | Chega (CH)                            | Extrême droite Populisme de droite, nationalisme           | António Tânger Corrêa  | PID               | 0 / 21           | Extra-parlementaire |
|       | Initiative libérale (IL)              | Centre droit à droite Libéralisme                          | João Cotrim Figueiredo | ALDE              | 0 / 21           | Extra-parlementaire |

## Résultats
| Parti ou coalition      | Parti ou coalition                         | Voix       | %     | +/-  | Sièges | +/-           | Groupe    |
| ----------------------- | ------------------------------------------ | ---------- | ----- | ---- | ------ | ------------- | --------- |
|                         | Parti socialiste (PS)                      | 1 268 915  | 32,75 | 3,13 | 8      | 1             | S&D       |
|                         | Alliance démocratique (PPD/PSD.CDS-PP.PPM) | 1 229 895  | 31,74 | 0,07 | 7      | en stagnation | PPE       |
|                         | Chega (CH)                                 | 387 068    | 9,99  | Nv.  | 2      | Nv.           | Patriotes |
|                         | Initiative libérale (IL)                   | 358 341    | 9,26  | 8,31 | 2      | 2             | RE        |
|                         | Bloc de gauche (BE)                        | 168 107    | 4,34  | 6,22 | 1      | 1             | GUE/NGL   |
|                         | Coalition démocratique unitaire (CDU)      | 162 630    | 4,20  | 3,21 | 1      | 1             | GUE/NGL   |
|                         | LIBRE (L)                                  | 148 572    | 3,83  | 1,87 | 0      | en stagnation |           |
|                         | Alternative démocratique nationale (ADN)   | 54 120     | 1,40  | 0,89 | 0      | en stagnation |           |
|                         | Personnes–Animaux–Nature (PAN)             | 48 006     | 1,24  | 4,22 | 0      | 1             |           |
|                         | Volt Portugal (VP)                         | 9 445      | 0,24  | Nv.  | 0      | Nv.           |           |
|                         | Ergue-te (E)                               | 8 302      | 0,21  | 0,31 | 0      | en stagnation |           |
|                         | Réagir, inclure, recycler (RIR)            | 6 407      | 0,17  | Nv.  | 0      | Nv.           |           |
|                         | Nouvelle Droite (ND)                       | 6 361      | 0,16  | Nv.  | 0      | Nv.           |           |
|                         | Mouvement Alternative socialiste (MAS)     | 5 016      | 0,13  | 0,09 | 0      | en stagnation |           |
|                         | Parti de la Terre (MPT)                    | 4 558      | 0,12  | Nv.  | 0      | Nv.           |           |
|                         | Parti travailliste portugais (PTP)         | 4 312      | 0,11  | 0,16 | 0      | en stagnation |           |
|                         | Nous, citoyens ! (NC)                      | 4 246      | 0,11  | 1,02 | 0      | en stagnation |           |
|                         |                                            |            |       |      |        |               |           |
| Votes valides           | Votes valides                              | 3 874 771  | 98,05 |      |        |               |           |
| Votes blancs            | Votes blancs                               | 47 477     | 1,20  |      |        |               |           |
| Votes nuls              | Votes nuls                                 | 29 731     | 0,75  |      |        |               |           |
| Total                   | Total                                      | 3 951 979  | 100   | -    | 21     | en stagnation | -         |
| Abstentions             | Abstentions                                | 6 837 802  | 63,37 |      |        |               |           |
| Inscrits/ Participation | Inscrits/ Participation                    | 10 789 781 | 36,63 |      |        |               |           |